# Zachary Taylor
Zachary Taylor (becenecén Öreg szedett-vedett (Old Rough and Ready), 1784. november 24. – 1850. július 9.) az Amerikai Egyesült Államok 12. elnöke. Megválasztása előtt negyvenéves katonai karriert futott be. Szolgált az 1812-es brit–amerikai háborúban, a Black Hawk háborúban, és a második szeminol háborúban, de hírnevet igazán a mexikói–amerikai háborúban szerzett magának, mikor több kulcsfontosságú ütközetben is győzelemre vezette az amerikai csapatokat. Egy déli rabszolgatartó volt, aki ellenezte a rabszolgaság kiterjesztését a gyarmatokra. Nem érdekelte a politika, de a Whig párt jelöltként indította az 1848-as választásokon. Taylor legyőzte a demokrata Lewis Casst, és ő lett az első amerikai elnök aki a poszt megszerzése előtt semmilyen politikai pozíciót nem töltött be. Taylor hivatalba lépése után az új-mexikói és kaliforniai telepeseket arra biztatta, hogy hagyják ki a territoriális szakaszt és terjesszenek elő állami alkotmányokat, ezzel megalapozva az 1850-es kompromisszumot. Taylor gyomor-bélhurutban halt meg mindössze 16 hónappal beiktatása után. Alelnöke, Millard Fillmore lépett a helyére.

## Ifjúkor
Zachary Taylor egy farmon született a virginiai Orange megyében. Nyolc testvére volt, ebből három fiú, s közülük ő a legfiatalabb. Apja, Richard Taylor George Washingtonnal szolgált a függetlenségi háborúban. A zarándok William Brewster leszármazottja, James Madison másod-unokatestvére, Robert E. Lee rokona. Gyermekkorában a Kentuckybeli Louisville határvidékén lakott egy kis fakunyhóban. Később, ahogy a család meggazdagodott, nagyobb házba költöztek. Apja 1800-ban már 40 km²-nyi földet birtokolt, több telket Louisville-ben és 26 rabszolgát. Mivel nem voltak iskolák a határvidéken Taylor csak alapszintű oktatásban részesült, azt is magántanároktól, akiket apja időről időre felbérelt. A fiú már kiskorától kezdve a hadseregbe kívánkozott.

## Katonai karrier
1808. május 3-án Taylor belépett a seregbe, ahol főhadnagyi rendfokozatot kapott a 7. gyalogsági ezrednél. A nyugati indianai területre vezényelték, ahol századossá léptették elő 1810-ben. Átvette a parancsnokságot Fort Knoxban amikor a parancsnok dezertált, és meg is tartotta a posztot 1814-ig.
Taylor sikeresen megvédte Fort Harrisont egy indián támadás alkalmával az 1812-es háborúban. Ez a győzelem vezetett címzetes őrnagyi kinevezéséhez. Mikor a háború 1814-ben befejeződött nem kapott előléptetést így századosként vonult vissza, de amikor visszatért egy évvel később már őrnagy lehetett. 1819-ben alezredesi rendfokozatot kapott, majd 1832-ben ezredessé nevezték ki.
Taylor vezette az 1. gyalogsági ezredet a Black Hawk háborúban 1832-ben. Személyesen fogadta el Black Hawk főnök megadását. 1837-ben Floridába vezényelték, ahol – éppen karácsony napján – legyőzte a szeminol indiánokat. Ezután dandártábornokká nevezték ki, és megkapta a parancsnokságot Florida minden amerikai csapata felett. 1841-ben az amerikai hadsereg teljes déli szárnyának parancsnoka lett.

## 1848-as választások
Tiszti pozíciójában sosem nyilatkozott politikai nézeteiről, sőt nem is szavazott 1848 előtt. Függetlenként tekintett magára, hitt egy erős és szilárd bankrendszer létrehozásában és úgy gondolta Andrew Jacksonnak nem szabadott volna hagynia összeomlani az Egyesült Államok Második Bankját 1836-ban. Nem tartotta gyakorlatiasnak a rabszolgaság kiterjesztését a nyugati területekre, mivel úgy gondolta sem pamutot sem cukrot nem lehetne ott könnyen termelni. Nacionalista volt, és harcmezei tapasztalatai a halállal arra az elhatározásra juttatták, hogy az elszakadás nem jó megoldás a nemzet problémáinak megoldására.
Bár nem értett egyet a védővámokkal és drága belső fejlesztésekkel, ki tudott békülni a Whig párt politikájával:
- egy elnök ne vétózhasson meg egy törvényt, hacsak az nem alkotmányellenes
- a hivatal ne szóljon bele a kongresszus munkájába
- erős kollektív törvényhozás és Kabinet

Taylor 1848-ban megkapta a Whig párt jelölését az elnöki választásokra. A New York-i Millard Fillmore-t választották alelnökjelöltnek. Nyers személyisége és háborús hősi státusza politikai eszközök voltak a versenyben. Legyőzte a demokrata Lewis Casst és Martin Van Burent a Free Soil jelöltjét. Taylor volt az utolsó déli elnök Woodrow Wilson megválasztásáig.

## Elnökség

### Politika
Bár Taylor egyetértett a Whig elveivel, nem akart a párt bábja lenni. Kormányát ugyanolyan ökölszabály szerinti stílusban irányította, ahogyan azelőtt azt a harcmezőn is tette. Az ő irányítása alatt szerveződött meg a belügyminisztérium, bár létrejöttét még James Knox Polk elnök engedélyezte elnökségének utolsó napján. Thomas Ewing korábbi pénzügyminisztert nevezte ki első belügyminiszterré.

### Rabszolgaság
Mikorra Taylor elnök lett az amerikai politikát már a rabszolgaság nyugati területekre való kiterjesztésének kérdése foglalkoztatta. A rabszolgaság mellett és az ellen kampányoló táborok között egyre nőtt a feszültség. 1849-ben felszólította Kalifornia lakóit, beleértve a Salt Lake környékén lakó mormonokat, hogy hozzanak létre állami alkotmányt és folyamodjanak állami státuszért mikor a kongresszus összeül decemberben. Arra számított, hogy Kalifornia és Új-Mexikó ezen alkotmányai a rabszolgaság ellen foglalnak majd állást, amiben igaza is lett. 1850 januárjában közölte a Kongresszussal, hogy állami státuszt kellene adniuk ezen két területnek, amint alkotmányaik megérkeznek Washingtonba.

### Az 1850-es Kompromisszum
A rabszolgaság kérdése volt Taylor rövid elnökségének legjellemzőbb politikai problémája. Bár ő maga is tartott rabszolgákat louisianai birtokán, mérsékelt állásponton volt annak nyugati területekre való kiterjesztésével kapcsolatban, ami sok déli rabszolgatartót feldühített. Azt mondta nekik, hogy ha a törvények betartatásához az kell, személyesen vezeti a sereget, és felakasztatja a felkelőket. Henry Clay aztán 1850-ben benyújtott egy összetett kompromisszumot a problémával kapcsolatban, de Taylor meghalt még mielőtt törvénybe iktatták volna. Clay verziója végül megbukott, de egy másikat az újonnan hatalomra került Millard Fillmore alatt megszavaztak.

## Elődök és utódok
| Elődje: James Knox Polk | Az Amerikai Egyesült Államok elnöke 1849. március 4. – 1850. július 9. | Utódja: Millard Fillmore |

## Fordítás
Ez a szócikk részben vagy egészben  a   Zachary Taylor című angol Wikipédia-szócikk fordításán alapul.  Az eredeti cikk szerkesztőit annak laptörténete sorolja fel. Ez a jelzés csupán a megfogalmazás eredetét és a szerzői jogokat jelzi, nem szolgál a cikkben szereplő információk forrásmegjelöléseként.